# Роговин, Наум Александрович
Наум Александрович Роговин (6 (19) февраля 1906, Могилёв — 21 октября 1986, Москва) — советский инженер-энергетик и организатор производства. Заслуженный строитель РСФСР, Почётный энергетик СССР, член Центрального совета старейших энергетиков и Научно-технического совета (НТС) Минэнерго СССР.

## Биография
Окончив в 1928 году Московский механический институт им. М. В. Ломоносова по специальности инженер-механик, Н. А. Роговин начал трудовую деятельность в тресте «Тепло и сила», который позже был реорганизован в монтажное предприятие «Котломонтаж». С 1934 по 1941 годы работал заместителем начальника монтажного отдела в Бюро прямоточного котлостроения, участвовал в монтаже первого советского прямоточного котла.
В годы Великой Отечественной войны Н. А. Роговин был направлен на Урал, где возглавил строительство крупнейшей в то время Красногорской ТЭЦ в г. Каменск-Уральске Свердловской области, которая должна была дать энергию заводам и фабрикам, работавшим для фронта. После успешного завершения строительства этой станции в 1944 г. Н. А. Роговин работал на восстановлении Сталиногорской ГРЭС (ныне Новомосковской) в Тульской области. С 1949 по 1958 год Н. А. Роговин работал начальником Главэнергостроя, а затем – Главюжэнергостроя Минэнерго СССР. С 1958 по 1964 год руководил строительством одной из первых крупнейших промышленных атомных станций в СССР – Нововоронежской АЭС.
В 1968 году Н. А. Роговин назначен начальником Главэнергостройпрома и утверждён членом Научно-технического совета Минэнерго СССР. Он являлся основным экспертом строительно-технологической секции НТС по вопросам организации строительства тепловых и атомных электростанций. Н. А. Роговиным написаны четыре книги и более пятидесяти статей, освещающих опыт строительных и монтажных работ на электростанциях.
Начиная с 1968 года, после выхода на пенсию, Н. А. Роговин работал главным специалистом Информэнерго, продолжая деятельность в НТС Минэнерго СССР. Член КПСС с 1944 года, персональный пенсионер союзного значения.
Умер в Москве в 1986 году, похоронен на Миусском кладбище.

## Семья
- Родители — Сроел Хацкелевич Роговин (1873—?), уроженец Друи, купеческий второй гильдии сын[2], и Нехама Залмановна Хацревин (родом из Витебска).
- Брат — доктор химических наук Захар Александрович Роговин, автор трудов в области искусственного волокна.
- Племянник — доктор философских наук, историк Вадим Захарович Роговин.
- Двоюродные братья — писатель Захар Львович Хацревин, доктор технических наук Борис Моисеевич Каган (учёный в области автоматики, кибернетики и вычислительной техники) и физик-теоретик Юрий Моисеевич Каган[3].
- Двоюродные сёстры — актриса Валентина Григорьевна Вагрина и писатель Елена Моисеевна Ржевская.

## Государственные награды и звания
- Заслуженный строитель РСФСР.
- Почётный энергетик СССР.
- два ордена Трудового Красного Знамени.
- орден Красной Звезды.

## Публикации
1. Роговин Н. А. Монтаж прямоточных котлов. Монтаж радиационной поверхности. — М.—Л.: ГОНТИ, 1939.
2. Роговин Н. А., Коц И. Д. Опыт строительства крупных тепловых электростанций. — М.: Госэнергоиздат, 1959. — 198 с.
3. Роговин Н. А. Незабываемое // Россия электрическая. – М.: Энергия, 1975. — С 243—263.
4. Роговин Н. А. Ток – Москве // Электрификация России: Воспоминания старейших энергетиков. — М.: Энергоатомиздат, 1984. — С 236—253.
5. Роговин Н. А. Незабываемое // Энергетики в Великой Отечественной войне. — М.: Энергоатомиздат, 1985. — С 11—120.